# Pomaderris queenslandica
Pomaderris queenslandica är en brakvedsväxtart som beskrevs av Cyril Tenison White. Pomaderris queenslandica ingår i släktet Pomaderris och familjen brakvedsväxter. Inga underarter finns listade i Catalogue of Life.